# 柏隆-天猛莪森林保护区
柏隆-天猛莪森林保护区是马来西亚半岛北部最大的森林综合区，位于马来西亚霹靂州上霹靂縣，并穿越泰国南部。柏隆-天猛莪森林保护区共分为两个部分，其中柏隆位于马来西亚北部与泰国边界；而天猛莪则位于柏隆的南部，其中柏隆皇家公园完全包含在森林综合区内。泰国境内的综合森林保护区则为邦朗国家公园（Bang Lang National Park）的一部分。

## 描述
根据推测，柏隆-天猛莪的森林自1.3亿年前便已存在，是世界上最古老的雨林之一，也比亚马逊和刚果雨林还要古老。在森林保护区的中心的天猛莪湖（Tasik Temenggor）是一个人工湖，占地15200公顷，湖中央有着数百个岛屿。 
该保护区已被列为马来西亚国家地理发展计划（National Physical Plan，NPP）中的环境敏感地带（ESA）1级，并被國際鳥盟（Birdlife International）认定为重点鸟区。马来西亚联邦政府已将该地区整体标记为必不可少的集水区，并且是中央森林脊柱的一部分，并计划根据国家森林法令保护森林。尽管如此，只有柏隆森林保护区的一部分被刊登在州立公园公报上，而其余部分则是可供开发的生产林。天猛莪由于伐木业而面临着严重的森林砍伐。马来西亚自然协会和世界自然基金会等环境组织一直在游说州和联邦政府在该地区将其列为国家公园之一。霹雳州政府一直抵制努力，说明伐木提供国家超过马币3000万的收入。尽管如此，州政府还是刊登了公报说明1,175 km2（454 sq mi）是柏隆森林保护区的一部分，于2007年5月3日成为州立公园。 

### 动植物
柏隆－天猛莪森林中有多种动物和植物，其中有14中世界上最濒危的哺乳动物，包括马来亚虎、印度象、白掌長臂猿、马来熊和馬來貘。其他动物包括印度野牛、野豬、各种鹿、蟒蛇和眼镜蛇。 
截至2019年，由于偷猎和猎物的减少，柏隆－天猛莪森林保护区的老虎数量在7至8年的时间内下降了大约60％，从大约60只减少到23只。
柏隆－天猛莪是300多种鸟类的栖息地。 它是在唯一拥有全部10种可见于马来西亚的犀鸟的森林，即长冠犀鸟、凤头犀鸟、皱盔犀鸟、花冠皱盔犀鸟、袋裝犀鳥、黑斑犀鸟、东方冠斑犀鸟、马来犀鸟、双角犀鸟和盔犀鸟 。在森林中还可以找到3,000种被子植物，其中包括3中世界上最大的花莱佛士花。